# 香川県道250号三都港平木線
香川県道250号三都港平木線（かがわけんどう250ごう みとこうひらきせん）は、香川県小豆郡小豆島町を通る一般県道である。

## 概要
三都港から国道436号交点の小豆島町平木交差点に至る。香川県道268号神の浦吉野線の東側を大回りするルートを通る。
途中には道の駅小豆島ふるさと村がある。

### 路線データ
- 起点：香川県小豆郡小豆島町神浦

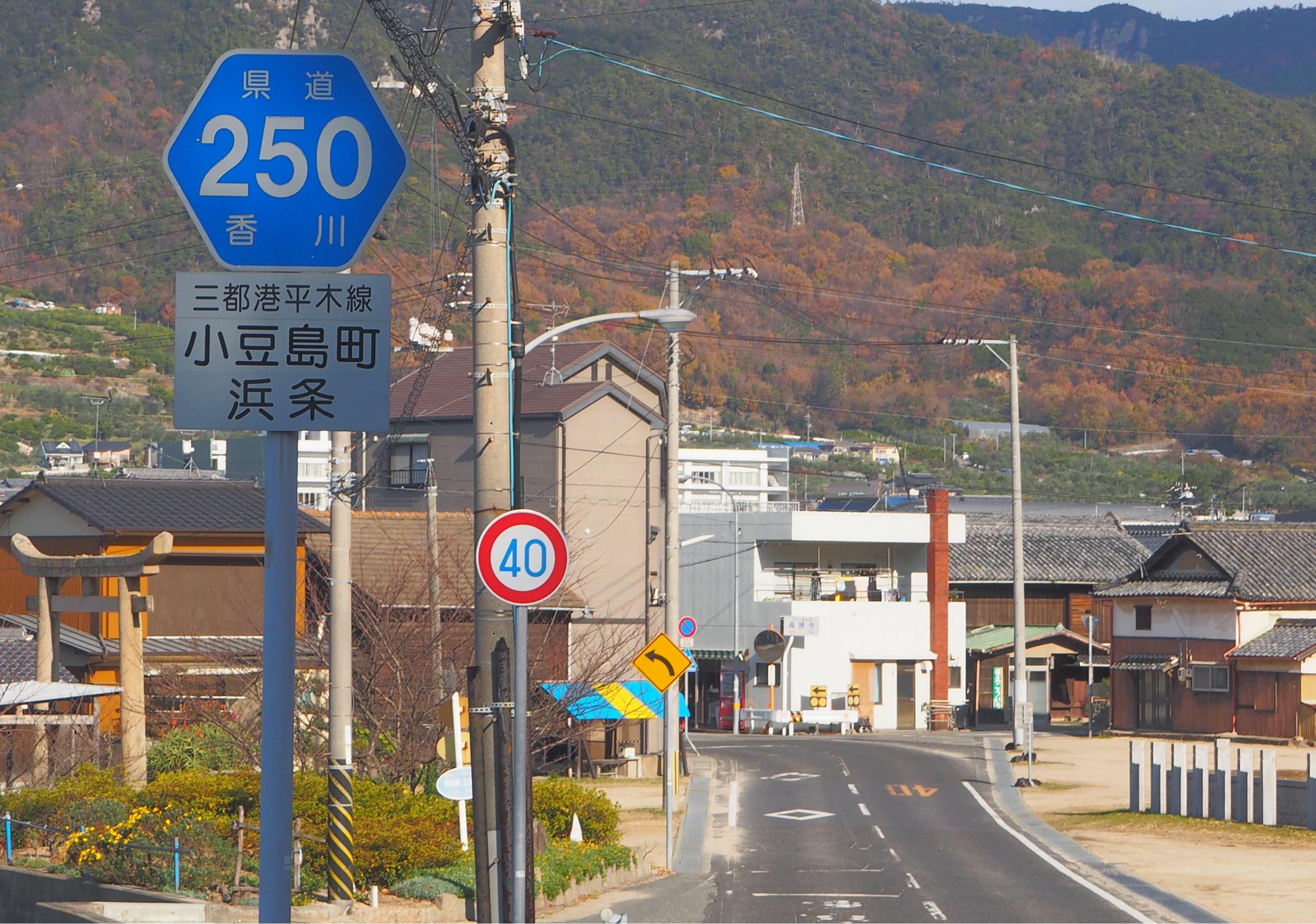
香川県道250号三都港平木線（小豆島町浜条）

- 終点：香川県小豆郡小豆島町池田（小豆島町平木交差点、国道436号交点）

## 路線状況

### 道路施設

#### トンネル
- 城山隧道：延長45 m、竣工年不明（1974年（昭和49年）改修）、小豆郡小豆島町

#### 道の駅
- 小豆島ふるさと村（小豆郡小豆島町）

## 地理

### 通過する自治体
- 小豆郡小豆島町

### 交差する道路
| 交差する道路              | 交差する場所 | 交差する場所              |
| ------------------------- | ------------ | ------------------------- |
| 香川県道268号神の浦吉野線 | 神浦         |                           |
| 香川県道251号蒲野西村線   | 蒲野         |                           |
| 香川県道268号神の浦吉野線 | 吉野         |                           |
| 国道436号                 | 池田         | 小豆島町平木交差点 / 終点 |

### 沿線
- 三都港
- 小豆島町立池田小学校